# Panna z rybą
Panna z rybą (Św. Piotr, Św. Piotr z rybą) – celtycki posąg kultowy powstały w okresie lateńskim (około 400–200 roku p.n.e.), znajdujący się pod szczytem Ślęży.

## Charakterystyka

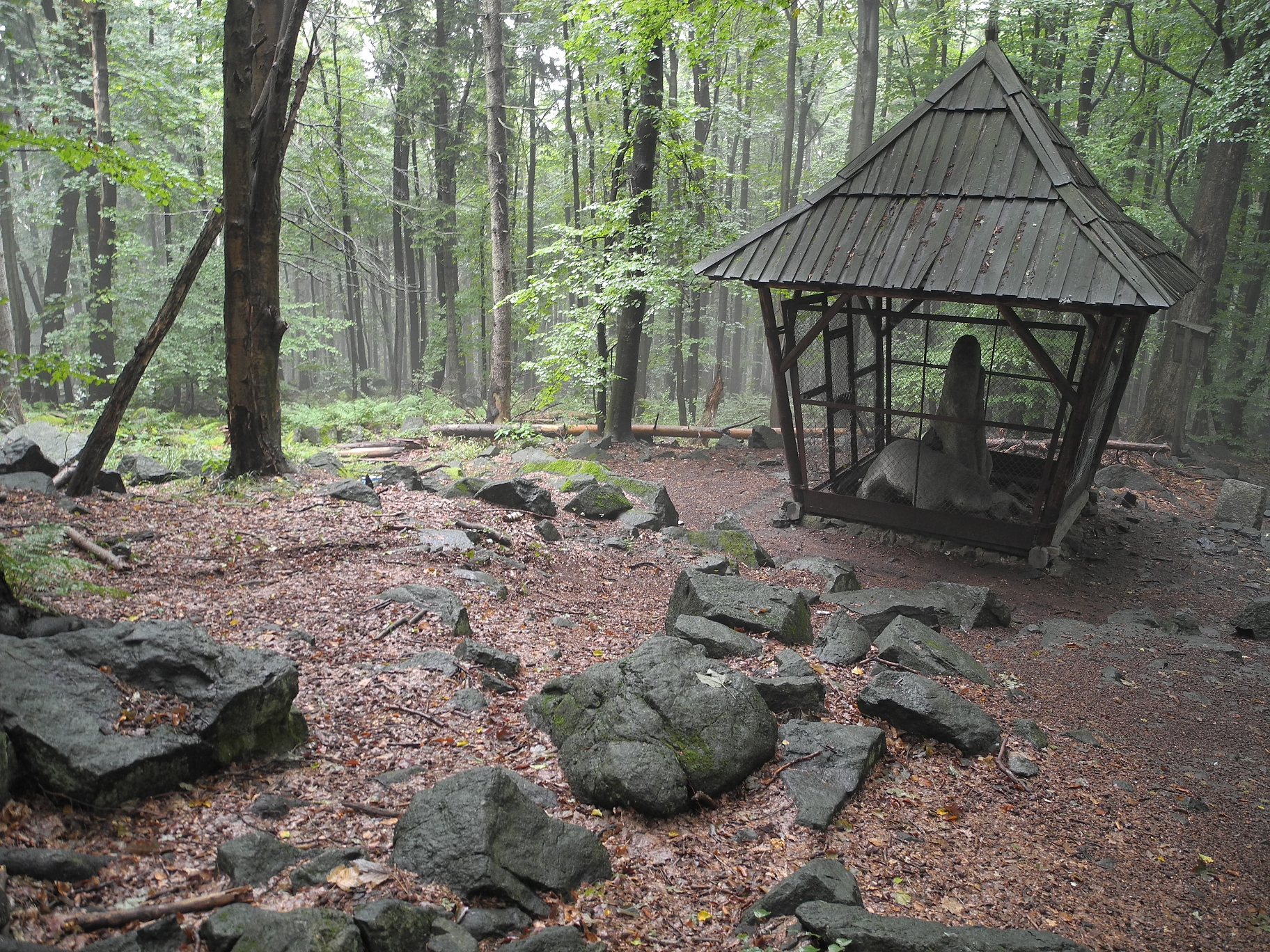
Wiata, w której znajdują się rzeźby: Panna z rybą i Niedźwiedź (2012)

Wolno stojąca rzeźba antropomorficzna, wykonana z jasnego granodiorytu biotytowego, tzw. granitu strzeblowskiego, zapewne ślężańskiego, przedstawiająca dosyć schematycznie figurę ludzką, przypuszczalnie mężczyznę, która trzyma oburącz na piersi dużą rybę. Zwierzę – prawdopodobnie pstrąg lub łosoś – jest ułożone pionowo, pyskiem do góry i mierzy około 1,4 m. Oś postaci jest skrzywiona, a nogi są nierównomiernie i dość silnie zgięte, co sugeruje kontraposty układ nóg. Posągowi brak głowy i szyi, prawego ramienia oraz pokaźnej części nóg, a powierzchnia rzeźby jest silnie zerodowana. Figura pierwotnej wysokości nie mniej niż około 3 metrów, mierząca obecnie około 2,2 m.
Na fragmencie rzeźby widnieją wyryte delikatne pionowe oraz skośne linie, będące formą przedstawienia fałd szaty. Na rybie wyryto głęboko niecałkowicie regularny znak krzyża, jest on prawdopodobnie wtórny i mógł zostać naniesiony po chrystianizacji, prawdopodobnie w 1209 roku.
Posąg znajduje się pod szczytem Ślęży, na wysokości około 495 m n.p.m., przy szlaku turystycznym, w zadaszonej wiacie razem z rzeźbą „niedźwiedź”.

## Historia

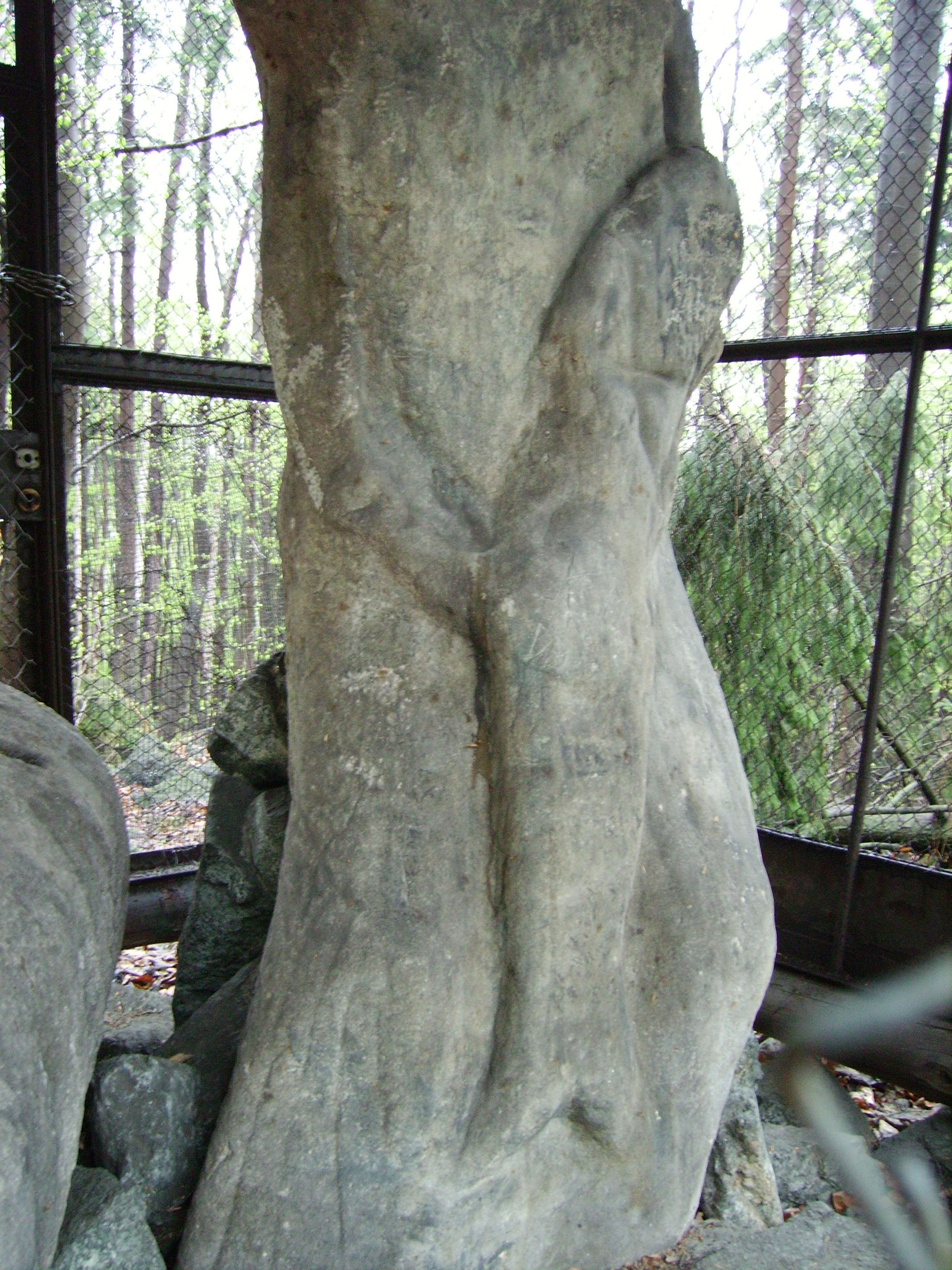
Panna z rybą, fragment: ryba oraz fałdy szaty (2006)

Posąg powstał w okresie lateńskim, około 400–200 roku p.n.e. Jej celtycki twórca zaprezentował wysoki poziom swego rzemiosła, jeśli wziąć pod uwagę zastosowaną kompozycję, wymagającą zapewnienia rzeźbie statyki. Układ nóg oraz skręcenie osi dowodzą wpływu rzeźby greckiej. Obiekt był prawdopodobnie wzmiankowany w 1209 roku jako lapis Petrey. W czasach nowożytnych obiekt został odkryty w 1733 roku przez Gottfrieda Heinricha Burgharta w rumowisku skalnym na północnym zboczu Ślęży w pobliżu miejsca, gdzie rzeźba znajduje się obecnie. Możliwe, że posąg został znaleziony w swojej pierwotnej lokalizacji, która była być może głównym miejscem kultowym pod szczytem Ślęży. Jest to obszar tzw. wału półksiężycowatego, gdzie znaleziono również inne rzeźby. Rysunek rzeźby sporządził m.in. Gottfried Heinrich Burghart w 1735 roku oraz historyk Władysław Semkowicz w 1933 roku.
Wizerunek rzeźby znajduje się na współczesnej płaskorzeźbie umieszczonej na mównicy w kościele Nawiedzenia Najświętszej Maryi Panny na Ślęży.